# Yaser Abdelaziz El-Sayed
Yaser Abdelaziz El-Sayed es un deportista egipcio que compitió en atletismo adaptado. Ganó una medalla de bronce en los Juegos Paralímpicos de Pekín 2008, en la prueba de lanzamiento de jabalina (clase F55/56).

## Palmarés internacional
| Juegos Paralímpicos | Juegos Paralímpicos | Juegos Paralímpicos | Juegos Paralímpicos |
| Año                 | Lugar               | Medalla             | Prueba              |
| ------------------- | ------------------- | ------------------- | ------------------- |
| 2008                | Pekín (China)       | Medalla de bronce   | Jabalina F55/56     |